# 有村架純の撮休
『有村架純の撮休』（ありむらかすみのさつきゅう）は、WOWOWプライムにおいて2020年3月21日の土曜 0:00（金曜深夜）より全8話（1話完結）に渡って放送されたオムニバスドラマ。是枝裕和、今泉力哉、山岸聖太、横浜聡子、津野愛が各話ごとに監督を務め、各監督が妄想を膨らませながら、女優・有村架純の休日の過ごし方を描いていく。全話のオープニング映像と予告映像は山岸聖太が担当しており、マネージャー役の野間口徹とドラマプロデューサー役の黒田大輔のやりとりから毎回有村架純が撮休を得ている理由が明らかになる。なお、タイトルにある“撮休”とはドラマや映画の撮影期間に突然訪れた休日のことを指す。このドラマは「有村架純の撮休」というタイトルではあるものの、実際の本人の撮休の過ごし方とは関係がなく、フィクションである。

## キャスト
主人公
有村架純（本人） - 有村架純
第1話
誠（架純の実家を訪れる男） - 満島真之介
由美子（架純の母） - 風吹ジュン
第2話
優子（架純の親友） - 伊藤沙莉
田中（優子の同僚） - 若葉竜也
第3話
近藤（検査技師） - 笠松将
日村（映画監督） - リリー・フランキー
第4話
ケビン（架純が夢の中の古書店で出会う男） - 柳楽優弥
第5話
遠藤（中学生） - 蒼井旬
沢田（中学生） - 水野哲志
第6話
澤本精一（架純の彼氏） - 渡辺大知
星育子（澤本の元カノ） - 徳永えり
第7話
心 - 福島星蘭
第8話
二郎（職業不詳の男） - 前野健太
キヨシ（バッティングセンターの従業員） - 田村健太郎

## スタッフ
- 監督 - 是枝裕和、今泉力哉、山岸聖太、横浜聡子、津野愛
- 脚本 - 今泉力哉、砂田麻美、篠原誠、ぺヤンヌマキ、ふじきみつ彦、三浦直之、津野愛、比嘉さくら
- 音楽 - 七尾旅人
- 主題歌 - 竹内アンナ 「RIDE ON WEEKEND」（テイチクエンタテインメント / IMPERIAL RECORDS）[3]
- 制作協力 - ホリプロ
- 製作 - 「有村架純の撮休」製作委員会

## 放送日程
| 話数  | 放送日  | サブタイトル                         | 脚本         | 監督     |
| ----- | ------- | ------------------------------------ | ------------ | -------- |
| 第1話 | 3月21日 | ただいまの後に                       | 比嘉さくら   | 是枝裕和 |
| 第2話 | 3月28日 | 女ともだち                           | ぺヤンヌマキ | 今泉力哉 |
| 第3話 | 4月04日 | 人間ドック                           | 砂田麻美     | 是枝裕和 |
| 第4話 | 4月11日 | 死ぬほど寝てやろう                   | 篠原誠       | 山岸聖太 |
| 第5話 | 4月18日 | ふた                                 | ふじきみつ彦 | 横浜聡子 |
| 第6話 | 4月25日 | 好きだから不安                       | 今泉力哉     | 今泉力哉 |
| 第7話 | 5月02日 | 母になる（仮）                       | 津野愛       | 津野愛   |
| 第8話 | 5月09日 | バッティングセンターで待ちわびるのは | 三浦直之     | 山岸聖太 |